# 库尔特·施密德
库尔特·施密德（德語：Kurt Schmid，1932年2月11日—2000年12月2日），瑞士男子赛艇运动员。他曾代表瑞士参加1952年和1960年夏季奥林匹克运动会赛艇比赛，其中1952年奥运会获得一枚铜牌。